# Манюкова Євгенія Олександрівна
Євгенія Олександрівна Манюкова (нар. 17 травня 1968, Москва) — радянська російська професійна тенісистка, тренер і спортивний адміністратор, майстер спорту СРСР міжнародного класу (1988), заслужений тренер Росії.
- Переможниця Відкритого чемпіонату Франції в змішаному парному розряді (1993)
- Чемпіонка СРСР в одиночному (двічі) і змішаному парному розряді
- Переможниця чотирьох турнірів WTA в жіночому парному розряді

## Ігрова кар'єра
Євгенія Манюкова почала грати в теніс в вісім років. Її першим тренером став Анатолій Волков, згодом вона також тренувалася у Костянтина Пугаєва. У 1986 році Євгенія, яка виступала за клуб ЦСКА, стала абсолютною чемпіонкою СРСР серед дівчат та чемпіонкою Європи серед дівчат в парному розряді.
У квітні 1987 року в Казерте (Італія) Манюкова виграла свій перший професійний турнір (під егідою ITF) в парному розряді (з Наталею Медведєвою), а у вересні в Софії домоглася аналогічного успіху в одиночному розряді. Вона також дійшла до фіналу чемпіонату СРСР в парі з Аїдою Халатян з Єревана. У 1988 році Манюкова стала чемпіонкою СРСР в одиночному розряді і повторила цей успіх в 1990 році. 1990 рік став також роком її прориву в еліту міжнародного тенісу: у квітні вона виграла в парі з Оленою Брюховець турнір WTA в Таранто (Італія), а восени вони дійшли до фіналу Відкритого чемпіонату Москви, також входив до турнірну сітку WTA. В Таранто Брюховець і Манюкова перемогли дві посіяних пари і повторили цей результат в Москві, обігравши в тому числі першу пару турніру — Ларису Савченко і Мерседес Пас.
У 1991 році, в останній рік існування СРСР, Манюкова виграла чемпіонат країни і Спартакіаду народів СРСР в міксті з Дмитром Паленовим . В одиночному розряді вона стала фіналісткою чемпіонату СРСР і Спартакіади, програвши Світлані Комлевій. У рейтингу WTA вона після кількох вдалих виступів, включаючи вихід в чвертьфінал турніру в Лінці (Австрія) і Відкритого чемпіонату Сан-Марино, виконала за рік шлях з 274-го до 106-го місця, але в парах не змогла розвинути свій торішній успіх, діставшись тільки до півфіналу в Таранто.
У 1992 році Манюкова увійшла в сотню кращих тенісисток світу, пробившись до півфіналу в Лінці після перемог над двома посіяні суперницями, включаючи Марі Пірс — на той момент 19-ю ракетку світу. Влітку вона піднялася в рейтингу до 66-го місця і була запрошена в збірну СНД в Кубку Федерації. Вона принесла команді вирішальне очко в матчі з фінської збірної (в парі з Оленою Макаровою), але в наступному колі програла Наталі Тозья. На Олімпіаді в Барселоні їй вдалося дійти до третього кола в одиночному розряді, перемігши посіяну восьмий Катерину Малеєву, але потім вона поступилася бельгійці Сабін Аппельманс.
У 1993 році Манюкова домоглася головного успіху в кар'єрі, вигравши з Андрієм Ольховським Відкритий чемпіонат Франції. Манюкова і Ольховський були посіяні під 11-м номером і в чвертьфіналі обіграли третю пару турніру — Джилл Гетерінгтон і Паула Хархейс. У півфіналі вони вибили з боротьби Бренду Шульц і Мерфі Дженсена, перед цим перемогли першу пару посіву, а в фіналі обіграли посіяних дев'ятими Елну Рейн і Дані Віссера з ПАР. За рік Манюкова також двічі грала у фіналах турнірів WTA в парному розряді, домігшись перемоги в Лінці з Лейлою Месхі, а в Х'юстоні дійшовши до фіналу, де вона і Радка Зрубакова поступилися Катрін Адамс і Манон Боллеграф . Влітку в Торонто Манюкова в парі з Месхі взяла у Адамс і Боллеграф реванш, вибивши цю сильну пару з боротьби вже у другому колі. У травні вона вперше виступила за збірну Росії в Кубку Федерації, вигравши три і програвши п'ять зустрічей.
1994 рік став найбільш успішним для Манюковой в жіночих парах. Уже в лютому вона вдруге поспіль виграла з Месхі турнір в Лінці, де вони були вже посіяні під першим номером. У квітні в Гамбурзі вони дійшли до фіналу, де програли осной з кращих пар світу — Аранча Санчес і Яні Новотній, а через місяць на Відкритому чемпіонаті Франції пробилися в чвертьфінал після перемог над двома посіяні парами, в тому числі над п'ятою парою турніру — Елізабет Смайлі і Пем Шрайвер. У вересні з Оленою Макаровою Манюкова завоювала в Москві свій четвертий за кар'єру і другий за сезон титул в жіночому парному розряді, перегравши по шляху обидві перших посіяних пари. У жовтні вони дійшли до півфіналу в Цюріху, а в кінці місяця Манюкова з Месхі вийшла в фінал в Ессені, піднявшись в результаті до 18-ї позиції в рейтингу тенісисток, які виступають у парному розряді.
На Відкритому чемпіонаті Австралії 1995 року посіяні десятими Манюкова і Месхі дійшли до чвертьфіналу, де програли кращій парі світу — Наталії Звєрєвої та Джіджі Фернандес . На відкритому чемпіонаті Франції Манюкова повторила з Макарової свій минулорічний успіх, пробившись у чвертьфінал. У менш престижних турнірах, однак, вона виступала не так вдало і її кращими результатами стали виходи в півфінал в Сіднеї і Гамбурзі. У 1996 році її останнім досягненням став другий поспіль вихід у чвертьфінал Відкритого чемпіонату Австралії в парі з Макаровою (в першому колі російська пара переграла суперниць, посіяних десятими, а в чвертьфіналі поступилася посіяним другими Мередіт Макграт і Ларисі Савченко-Нейланд). Манюкова завершила активну ігрову кар'єру в середині сезону, після поразки у другому колі Відкритого чемпіонату Франції у віці 28 років.

## Участь у фіналах турнірів Великого шолома за кар'єру (1)

### Парний розряд— перемога (1)
| Рік  | Турнір                      | Покриття | Партнер            | Суперники у фіналі      | Рахунок у фіналі |
| ---- | --------------------------- | -------- | ------------------ | ----------------------- | ---------------- |
| 1993 | Відкритий чемпіонат Франції | Грунт    | Андрій Ольховський | Елна Рейнах Дані Віссер | 6-2, 4-6, 6-4    |

## Участь у фіналах турнірів WTA за кар'єру (8)
| Легенда           |
| ----------------- |
| Великий шолом (0) |
| Чемпіонат WTA (0) |
| I категорія (0)   |
| II категорія (3)  |
| III категорія (3) |
| IV категорія (0)  |
| V категорія (2)   |

### Парний розряд (8)

#### Перемоги (4)
| №  | Дата            | Турнір          | Покриття | Партнер         | Суперниці в фіналі              | Рахунок у фіналі |
| -- | --------------- | --------------- | -------- | --------------- | ------------------------------- | ---------------- |
| 1. | 30 Квітня 1990  | Таранто, Італія | Грунт    | Олена Брюховець | Ріта Гранде Сільвія Фаріна-Елія | 7-6 4, 6-1       |
| 2. | 22 Лютого 1993  | Лінц, Австрія   | килим    | Лейла Месхі     | Кончіта Мартінес Юдіт Візнер    | без гри          |
| 3. | 7 Лютого 1994   | Лінц (2)        | килим    | Лейла Месхі     | Оса Свенссон Кароліна Шнайдер   | 6-2, 6-2         |
| 4. | 19 Вересня 1994 | Москва, Росія   | килим    | Олена Макарова  | Кароліна Віс Лаура Голарса      | 7-6 3, 6-4       |

#### Поразки (4)
| №  | Дата            | Турнір              | Покриття | Партнер         | Суперниці в фіналі                | Рахунок у фіналі |
| -- | --------------- | ------------------- | -------- | --------------- | --------------------------------- | ---------------- |
| 1. | 1 Жовтня 1990   | Москва, Росія       | килим    | Олена Брюховець | Гретхен Мейджерс Робін Уайт       | 2-6, 4-6         |
| 2. | 22 Березня 1993 | Х'юстон, Техас, США | Грунт    | Радка Зрубакова | Катріна Адамс Манон Боллеграф     | 3-6, 7-5, 6-7 7  |
| 3. | 25 Квітня 1994  | Гамбург, Німеччина  | Грунт    | Лейла Месхі     | Яна Новотна Аранча Санчес Вікаріо | 3-6, 2-6         |
| 4. | 24 Жовтня 1994  | Ессен . Німеччина   | килим    | Лейла Месхі     | Марія Ліндстрем Марія Страндлунд  | 2-6, 1-6         |

## Подальша кар'єра
Уже в 1996 році, в рік закінчення ігрової кар'єри, Євгенія Манюкова стала спортивним директором Кубка Кремля — найбільшого тенісного турніру в Росії. Надалі вона зайнялася тренерською роботою. Серед вихованок Манюкової — одна з провідних тенісисток Росії Катерина Макарова, вона також тренує молодіжну збірну Росії .